# San Vicente de la Barquera
San Vicente de la Barquera település Spanyolországban, Kantábria autonóm közösségben. San Vicente de la Barquera Val de San Vicente, Herrerías és Valdáliga községekkel határos. Lakosainak száma 3992 fő (2024).

## Népesség
A település népessége az elmúlt években az alábbi módon változott:
| Lakosok száma | 4440 | 4464 | 4557 | 4546 | 4407 | 4314 | 4173 | 4124 | 4030 | 3992 |
|               | 2001 | 2004 | 2007 | 2009 | 2012 | 2014 | 2017 | 2019 | 2022 | 2024 |